# Güena
La Güena és una muntanya de 499 metres que es troba al municipi de Pratdip, a la comarca catalana del Baix Camp.